# Marv Grissom
Marvin Edward Grissom (31 de marzo de 1918-19 de septiembre de 2005) fue un lanzador de béisbol profesional y entrenador de pitcheo estadounidense. Durante su carrera activa apareció en 356 juegos en las Grandes Ligas para los Gigantes de Nueva York y San Francisco (1946 y 1953–58), los Tigres de Detroit (1949), los Medias Blancas de Chicago (1952), los Medias Rojas de Boston (1953) y el St. Louis Cardinals (1959). Nacido en Los Molinos, California, lanzó y bateó con la mano derecha, se situó 6 pies 3 pulgadas (1,9 m) altura y pesaba 190 libras (86,2 kg). Uno de sus hermanos mayores, Lee Grissom, fue lanzador zurdo en cuatro equipos de la MLB entre 1934 y 1941; Además, un sobrino, Jim Davis, también zurdo, lanzó para tres clubes de la Liga Nacional a mediados de la década de 1950 y fue compañero de equipo de Marv Grissom con los New York Giants de 1957.

## Carrera temprana de jugador
La carrera profesional de Grissom comenzó en 1941. Firmó con las Estrellas de Hollywood de la Liga de la Costa del Pacífico Triple-A y pasó 1941 con un club agrícola de la Liga de California Clase-C de las Estrellas. Se perdió las siguientes cuatro temporadas (1942-1945) mientras sirvió en la Armada de los Estados Unidos durante la Segunda Guerra Mundial. Grissom nunca apareció con un uniforme de Hollywood; lo liberaron en 1946 y retomó su carrera en la organización de los Gigantes. Después de aparecer en 34 juegos para los Jersey City de Triple-A en 1946, los Giants lo llamaron en septiembre. Como novato, Grissom hizo tres aperturas en cuatro juegos, abandonó cada una de sus dos decisiones y luego pasó todo el período de 1947 a 1948 en las ligas menores . Los Tigres lo seleccionaron en el draft de la Regla 5 de 1948, y pasó todo 1949 en la lista de Detroit, trabajando en 27 juegos (todos menos dos como lanzador de relevo) y registrando un pobre récord de 2-4 y un promedio de carreras limpias de 6.41. Siguieron dos años más en Triple-A; durante el segundo, 1951, Grissom ganó 20 juegos para los Seattle Rainiers. Luego, durante la temporada baja de 1951-52, fue adquirido por los White Sox.
En 1952, a la edad de 34 años, Grissom finalmente se estableció como lanzador de Grandes Ligas, con marca de 12-10 (3.74) en 28 juegos (24 como abridor) y 166 entradas lanzadas, con siete juegos completos y una blanqueada. En febrero siguiente, fue uno de los tres lanzadores de Chicago White Sox que fueron cambiados a los Medias Rojas, que tenían pocos lanzadores, por el veterano campocorto Vern Stephens. Pero después de un comienzo prometedor a su 1953 campaña, la carrera de los Red Sox de Grissom se deshizo cuando permitió 12 imparables y 12 carreras limpias en tan sólo 2 1⁄3 entradas en dos salidas contra los Indios de Cleveland en Fenway Park del 24 al 25 de junio. Su efectividad se disparó de 3.05 a 4.78, y después de solo una aparición más, Grissom fue colocado en waivers. Fue reclamado por los Giants el 1 de julio. Participó en 21 juegos para ellos, con siete aperturas y tres juegos completos. También comenzó a lanzar desde el bullpen para el mánager Leo Durocher, aunque no registró salvamentos ese año.

## Lanzador de relevo incondicional
Pero en 1954, Grissom encontró su lugar como uno de los lanzadores de relevo as de Durocher mientras ayudaba a los Gigantes a ganar el banderín de la Liga Nacional. Lideró al club en salvamentos (17, tercero en la liga) y ganó otros diez juegos, nueve en relevo. Grissom fue incluido en el equipo All-Star de la Liga Nacional y terminó en el puesto 24 en la votación para el premio MVP de la Liga Nacional. en 122 1⁄3 entradas lanzadas, tenía 64 ponches y un promedio de carreras limpias de 2.35. Luego, en la Serie Mundial de 1954 contra los Indios, Grissom fue el lanzador ganador en el Juego 1, la competencia marcada por la clásica atrapada por encima del hombro de Willie Mays del largo camino de Vic Wertz al jardín central. Grissom entró al juego en relevo de Don Liddle en la octava entrada, inmediatamente después de la atrapada de Mays, con el juego empatado, 2-2. Se procedió a terreno de juego 2  innings de pelota de un solo golpe, y sostuvo Cleveland fuera del marcador hasta que el emergente Dusty Rhodes ganó el juego con una de tres carreras, walk-off home run en la décima entrada. Fue la única aparición de Grissom en la Serie, ya que los Giants barrieron a Cleveland en cuatro juegos consecutivos.
Grissom también brilló como lanzador de relevo durante las próximas cuatro temporadas, liderando a los Gigantes en salvamentos tres veces más (1955; 1957–58). Fue miembro del último equipo de los Giants en representar a la ciudad de Nueva York, y el primero con base en San Francisco. Traspasado a los Cardinals en octubre de 1958, pudo aparecer en solo tres juegos para los Redbirds de 1959 antes de que una lesión en la espalda lo obligara a retirarse como jugador activo a la edad de 41 años. En diez temporadas de Grandes Ligas, Grissom tuvo un récord de 47-45, 356 juegos (52 como titular), 12 juegos completos, tres blanqueadas, 58 salvamentos y una efectividad de 3.41 en su carrera. Permitió 771 hits y 343 bases por bolas en un total de 810 entradas lanzadas, con 459 ponches.

## Entrenador de pitcheo
Después de su carrera como jugador, Grissom tuvo un mandato de 15 años como entrenador de pitcheo para cuatro equipos de la MLB: Los Ángeles / California Angels (durante tres períodos separados: 1961-66; 1969; 1977-78), White Sox (1967 –68), Minnesota Twins (1970–71) y Chicago Cubs (1975–76). También pasó tiempo con los Gigantes de San Francisco.
Grissom murió en Red Bluff, California, a la edad de 87 años.